# Empire Award de la meilleure musique de film
Les Empire Awards de la meilleure bande originale sont des prix qui sont décernés chaque année en 2008 et 2009 par le magazine de cinéma britannique Empire.
Les récompenses sont votées par les lecteurs du magazine, concernant les films sortis l'année précédant celle de la cérémonie.

## Palmarès

### Années 2000
- 2008 : Control
  - Reviens-moi (Atonement)
  - Hairspray
  - Harry Potter et l'Ordre du phénix (Harry Potter and the Order of the Phoenix)
  - Once
- 2009 : Mamma Mia !
  - Quantum of Solace
  - RocknRolla
  - Sweeney Todd : Le Diabolique Barbier de Fleet Street (Sweeney Todd: The Demon Barber of Fleet Street)
  - There Will Be Blood